# Зноско-Боровський Євген Олександрович
Євген Олександрович Зноско-Боровський (28 серпня 1884, Павловськ, Санкт-Петербурзька губернія, Росія — 30 грудня 1954, Париж) — російський шахіст, шаховий теоретик і літератор; драматург, критик.

## Життєпис

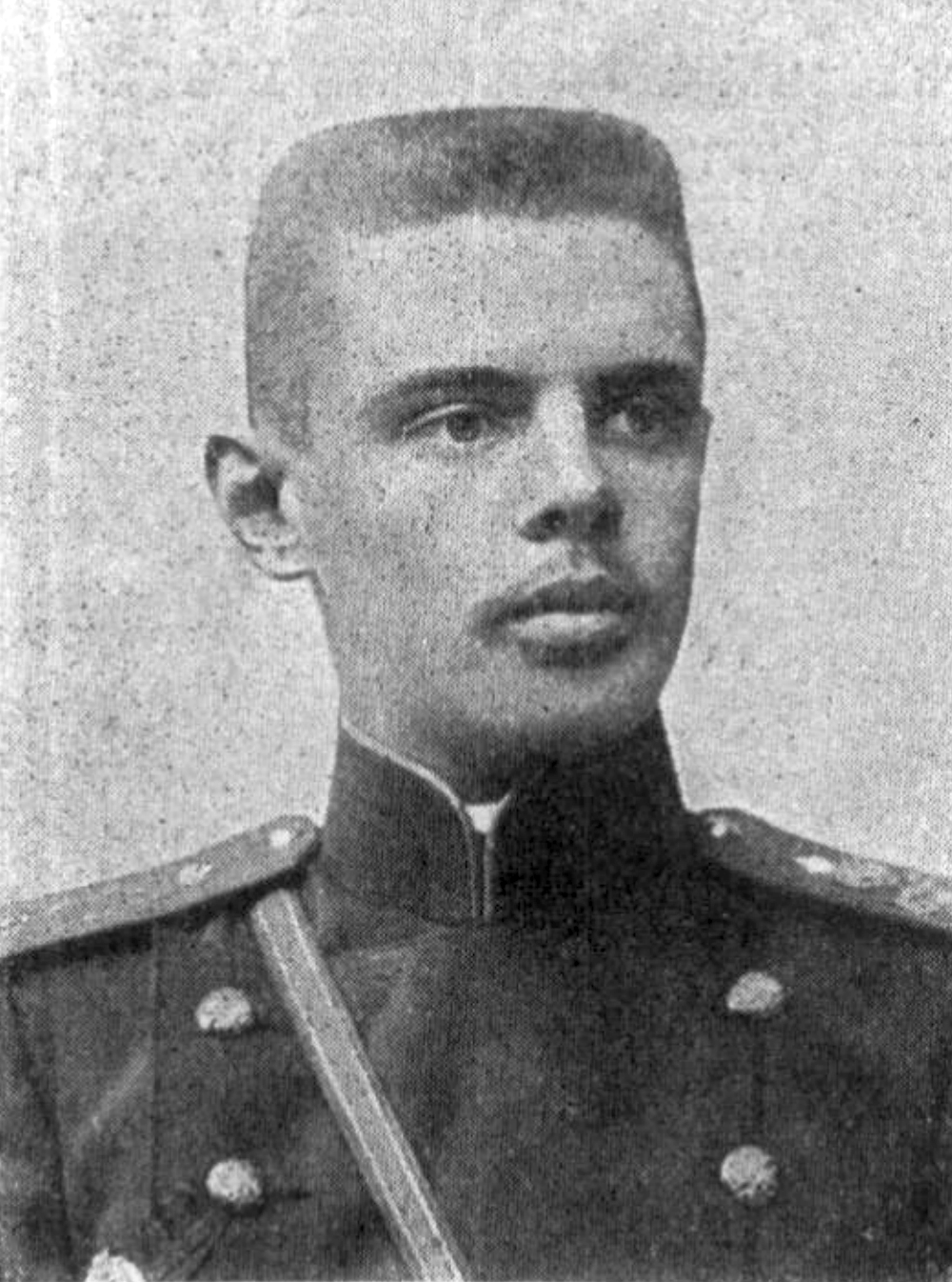
Є. О. Зноско-Боровський, 1914

Закінчив Олександрівський ліцей, а потім філологічний факультет Петроградського університету.
1904 року вирушив добровольцем на Російсько-японську війну. За відзнаки в боях його нагородили георгіївським хрестом.
У 1909-1912 роках — співробітник журналу «Аполлон», у якому друкує театральні рецензії, хроніку літературного життя. 1909 року знайомиться зі Всеволодом Меєргольдом. Першу п'єсу («Крейсер „Алмаз“», 1910) помітили критики, які відзначили вплив Моріса Метерлінка. Комедію «Звернений принц» поставив Меєргольд 1910 року в театрі «Дім інтермедій». Зноско-Боровський був секундантом Миколи Гумільова на дуелі з Максиміліаном Волошиним у листопаді 1909 року.
Редактор шахових відділів низки газет і журналів («Новий час», «Нива» та інших), збірок «IV Всеросійський шаховий турнір» (1907) і «Міжнародний шаховий конгрес пам'яті М. Чигоріна» (1910). Єдиний з російських майстрів, виграв партію у Хосе Рауля Капабланки під час його гастролей Росією (1913).
1914 року пішов добровольцем на Першу світову війну. Службу проходив у 176-му піхотному Переволоченському полку в чині прапорщика. Тому ж року дістав поранення в бою, перебував на лікуванні в лазареті Олександрівської громади в Петрограді. За заслуги його нагородили орденом Святого Станіслава 3 ступеня з мечами і бантом ВП від 14.02.1915 р.
Під час Громадянської війни жив у Ростові-на-Дону, співпрацював у виданнях Добровольчої армії і місцевій театральній періодиці.
Від 1920 року у Франції. В емігрантській пресі опублікував низку статей про театр та російську поезію (про Блока, Волошина, Ахматову), рецензії на книги віршів Марини Цвєтаєвої, Владислава Ходасевича, Євгена Шкляра та інших поетів.
Праці Зноско-Боровського з шахів присвячені проблемам міттельшпіля і ендшпіля, характеристиці видатних шахістів. Його творчість як шахового літератора високо оцінював Набоков.
Похований на кладовищі Сент-Женев'єв-де-Буа в Парижі.

## Родина
- Дружина — Марія Василівна Зноско-Боровська (уроджена Нерпіна, сценічне ім'я Філаретова-Багрова; 1882-1946), актриса.
  - Син — Кирило Євгенович Зноско-Боровський (1912-1966), письменник (псевдонім Едмон Карі), активний діяч Французької Комуністичної Партії.
- Сестра — Надія Олександрівна, актриса, була одружена з письменником Сергієм Ауслендером.
- Брат — Сергій Олександрович (1879-1911), шахіст I категорії та шаховий організатор.

## Спортивні результати
| Рік         | Місто             | Турнір                                                             | +       | −     | =     | Результат               | Місце  |
| ----------- | ----------------- | ------------------------------------------------------------------ | ------- | ----- | ----- | ----------------------- | ------ |
| 1902        | Петербург         | Турнір найсильніших петербурзьких шахістів                         |         |       |       |                         |        |
| 1903        | Петербург         | Турнір найсильніших петербурзьких шахістів                         |         |       |       |                         | 1      |
|             | Київ              | Всеросійський турнір                                               | 9       | 6     | 4     | 11 з 19                 | 6—7    |
| 1904        | Петербург         | Матч з Еммануїлом Шіфферсом                                        | 1       | 2     | 1     | 1½ : 2½                 |        |
| 1905 / 1906 | Петербург         | Всеросійський турнір                                               | 10      | 3     | 3     | 11½ з 16                | 4      |
| 1906        | Остенде           | Міжнародний турнір (1-ше коло) (2-ге коло) (3-тє коло) (4-те коло) | 5 1 2 1 | 2 1 2 | 2 4 0 | 6 з 9 3 з 6 2 з 4 1 з 3 | [ 8 ]  |
|             | Нюрнберг          | 15-й Конгрес Німецького шахового союзу                             | 5       | 6     | 5     | 7½ з 16                 | 9—11   |
|             | Петербург         | Турнір петербурзьких шахістів                                      | 2       | 10    | 0     | 2 з 12                  | 4      |
| 1906 / 1907 | Петербург         | Турнір найсильніших петербурзьких шахістів                         |         |       |       |                         | 1      |
| 1907        | Лодзь             | Всеросійський турнір                                               | 6       | 3     | 3     | 7½ з 12                 | 3—4    |
|             | Остенде           | Міжнародний турнір                                                 | 9       | 7     | 12    | 15 з 28                 | 12—14  |
| 1909        | Петербург         | Турнір пам'яті Михайла Чигоріна                                    | 3       | 11    | 4     | 5 з 18                  | 19     |
| 1911        | Петербург         | Турнір найсильніших петербурзьких шахістів                         |         |       |       |                         | 1      |
|             |                   | Матч Петербург — Москва (проти Олександра Алехіна)                 | 0       | 0     | 1     | ½ з 1                   |        |
| 1912        |                   | Матч Москва — Петербург (проти Алехіна)                            | 0       | 0     | 1     | ½ з 1                   |        |
| 1913        | Петербург         | Показові партії з Хосе Раулем Капабланкою                          | 1       | 1     | 0     | 1 з 2                   |        |
|             | Петербург         | Турнір за участю Олдржиха Дураса                                   | 0       | 1     | 2     | 1 з 3                   | 4      |
| 1913 / 1914 | Петербург         | Всеросійський турнір майстрів                                      | 8       | 5     | 4     | 10 з 17                 | 6—7    |
| 1922        | Лондон            | Міжнародний турнір                                                 | 4       | 9     | 2     | 5 з 15                  | 12—13  |
| 1923        | Схевенінген       | Міжнародний турнір                                                 | 5       | 4     | 1     | 5½ з 10                 | 8—9    |
| 1924        | Вестон-сьюпер-Мер | Міжнародний турнір                                                 | 6       | 2     | 1     | 6½ з 9                  | 3      |
| 1925        | Париж             | Міжнародний турнір                                                 |         |       |       | 4 з 8                   | 3—4    |
| 1926        | Единбург          | Міжнародний турнір                                                 |         |       |       |                         |        |
|             | Бірмінгем         | Міжнародний турнір                                                 | 2       | 2     | 1     | 2½ з 5                  | 2—3    |
|             | Скарборо          | Міжнародний турнір (група B)                                       | 2       | 1     | 3     | 3½ з 6                  | 3—4    |
|             | Будапешт          | Міжнародний турнір                                                 | 3       | 9     | 3     | 4½ з 15                 | 16     |
| 1927        | Париж             | Чемпіонат Парижа                                                   |         |       |       |                         |        |
|             | Танбридж-Веллс    | Міжнародний турнір                                                 | 1       | 4     | 2     | 2 з 7                   | 8      |
| 1928        | Челтнем           | Міжнародний турнір                                                 | 3       | 2     | 2     | 4 з 7                   | 3      |
|             | Тенбі             | Міжнародний турнір                                                 |         |       |       |                         |        |
| 1929        | Париж             | Чемпіонат Парижа                                                   |         |       |       |                         |        |
|             | Париж             | Міжнародний турнір                                                 |         |       |       |                         |        |
|             | Рамсгейт          | Міжнародний турнір                                                 | 2       | 2     | 3     | 3½ з 7                  | 7—8    |
| 1930        | Париж             | Міжнародний турнір                                                 |         |       |       |                         |        |
|             | Ніцца             | Міжнародний турнір                                                 | 7       | 2     | 2     | 8 з 11                  | 3      |
| 1931        | Ніцца             | Міжнародний турнір                                                 | 2       | 2     | 5     | 4½ з 9                  | 4—8    |
| 1933        | Париж             | Міжнародний турнір                                                 |         |       |       |                         | [ 20 ] |
| 1935        | Тататоварош       | Чемпіонат Угорщини                                                 | 2       | 6     | 9     | 6½ з 17                 | 11—16  |
| 1938        | Париж             | Міжнародний турнір (L'Echiquier)                                   | 7       | 6     | 2     | 8 з 15                  | 7—8    |
|             | Париж             | Міжнародний турнір                                                 | 1       | 4     | 5     | 3½ з 10                 | 5      |
| 1946        | Зандам            | Міжнародний турнір                                                 | 2       | 8     | 1     | 2½ з 11                 | 11—12  |
| 1947        | Барн              | Міжнародний турнір                                                 |         |       |       |                         |        |